# Эшаллон
Эшалло́н (фр. Échallon) — коммуна во Франции, находится в регионе Рона — Альпы. Департамент — Эн. Входит в состав кантона Северная Ойонна. Округ коммуны — Нантюа.
Код INSEE коммуны — 01152.

## География
Коммуна расположена приблизительно в 390 км к юго-востоку от Парижа, в 90 км северо-восточнее Лиона, в 40 км к востоку от Бурк-ан-Бреса.
По территории коммуны протекает река Семен, на западе расположено озеро Женен. Большая часть площади коммуны покрыта лесами.

## Климат
Климат полуконтинентальный с холодной зимой и тёплым летом. Дожди бывают нечасто, в основном летом.

## Население
Население коммуны на 2010 год составляло 772 человека.
| 1962 | 1968 | 1975 | 1982 | 1990 | 1999 | 2010 |
| ---- | ---- | ---- | ---- | ---- | ---- | ---- |
| 427  | 410  | 423  | 462  | 550  | 665  | 772  |

## Администрация
| Период | Период | Фамилия                    | Партия | Примечания |
| ------ | ------ | -------------------------- | ------ | ---------- |
| 1945   | 1965   | Эжен-Эмиль Турнье-Коллетта |        |            |
| 1965   | 1983   | Фернан Юмбер               |        |            |
| 1983   | 1995   | Ремон Нерон                |        |            |
| 1995   | 2008   | Луи Адобати                |        |            |
| 2008   | 2020   | Даниель Савуа              |        |            |

## Экономика
В 2010 году среди 487 человек трудоспособного возраста (15—64 лет) 381 были экономически активными, 106 — неактивными (показатель активности — 78,2 %, в 1999 году было 73,9 %). Из 381 активных жителей работали 354 человека (194 мужчины и 160 женщин), безработных было 27 (17 мужчин и 10 женщин). Среди 106 неактивных 27 человек были учениками или студентами, 53 — пенсионерами, 26 были неактивными по другим причинам.

## Фотогалерея
- Эшаллон
- Озеро Женен
- Военный мемориал
- Карта коммуны